# Urban jazz night with diskunion
urban jazz night with diskunion（アーバン・ジャズ・ナイト ウィズ・ディスクユニオン）は東海ラジオで2022年9月26日から2023年3月30日まで放送されていた音楽番組。

## 概要
東海ラジオでは、2022年10月改編をもって、トーク中心からトークと音楽を中心にしたラジオ番組に編成を一新する一環として、火曜から金曜の夜に音楽番組編成することになったもの。
この番組では、日本を代表するレコードストアである「diskunion（ディスクユニオン）」に監修をいただき、そのストアのスタッフによるおすすめのジャズの名盤に加え、現在のジャズにおける音楽シーンで活躍しているアーティストの新作を紹介していくもの。

## 放送時間
- 火曜-金曜 21:00-21:40

## DJ
- 村上和宏（東海ラジオアナウンサー）